# Paričjak
Paričjak – wieś w Słowenii, w gminie Radenci. W 2018 roku liczyła 224 mieszkańców.